# Pembroke Range
Pembroke Range är en glaciär i Kanada.   Den ligger i provinsen British Columbia, i den sydvästra delen av landet, 3 700 km väster om huvudstaden Ottawa. Pembroke Range ligger 612 meter över havet.
Terrängen runt Pembroke Range är kuperad åt sydväst, men åt nordost är den bergig. Trakten runt Pembroke Range är nära nog obefolkad, med mindre än två invånare per kvadratkilometer.. 
I omgivningarna runt Pembroke Range växer i huvudsak barrskog.